# Hydriomena bryanti
Hydriomena bryanti är en fjärilsart som beskrevs av Mcdunnough 1943. Hydriomena bryanti ingår i släktet Hydriomena och familjen mätare. Inga underarter finns listade i Catalogue of Life.